# Bath (Nevis)
Bath ist eine Siedlung auf der Insel Nevis, im Inselstaat St. Kitts und Nevis in der Karibik.

## Geographie
Die Siedlung liegt im Parish Saint John Figtree an der Westküste der Insel, nur wenig südlich von Charlestown und in der Nähe des Südendes der Gallows Bay. 
Der Ort erhält seinen Namen von einer großen Thermalquelle, die den Bath Stream speist und über Jahrhundert als therapeutisches Bad genutzt wurde. Im 18. Jahrhundert (1778) wurde das Bath Hotel, ein elegantes Hotel mit einem zweistöckigen, steinernen Badehaus erbaut. Das Hauptgebäude des Hotels wurde kürzlich wiederhergestellt und wird gegenwärtig (2020) als Amtshaus verwendet.